# Zom'loa
Le Zom'loa est un titre de notabilité dans la culture Ekang au Cameroun.

## Rôle et responsabilités
Le Zom'loa est chargé de diriger des cérémonies telles que le veuvage, les obsèques de grandes personnes, la purification, la bénédiction et la levée de la malédiction. Il est considéré comme étant au-dessus du Mbi'i Ntoum, qui est le porte-parole de la communauté.
Le Zom'loa est également connu pour sa capacité à détecter les pratiques de sorcellerie négative. Selon les croyances, il pourrait se téléporter et localiser les individus qui pratiquaient des actions malveillantes dans un rayon de 50 km.

## Initiation et confrérie religieuse
Pour devenir Zom'loa, une personne doit suivre une longue initiation.
Le Zom'loa fait partie de la confrérie religieuse des Ekangs, avec des niveaux de prêtrise différents tels que Ebiin, Ebiss, Nkwa'goss, Omo'o et Bekoungou. Le plus élevé parmi eux devient le Nnom ngui'i, qui est chargé de la protection de la société, de jour comme de nuit.